# 冰川真镖水蚤
冰川真镖水蚤（学名：Eudiaptomus glaciloides）为镖水蚤科真镖水蚤属的动物。分布于蒙古、俄罗斯、挪威、瑞典、丹麦、冰岛、法国、意大利、德国以及中国大陆的新疆等地，常见于湖泊、池塘和河流中。其生存的海拔范围为450至1070米。